# Великобритания на летних Олимпийских играх 1900
Великобритания на летних Олимпийских играх 1900 была представлена 93 спортсменами в 13 видах спорта. Страна заняла третье место в общекомандном медальном зачёте.
Курсивом показаны спортсмены, чьи результаты причисляются смешанной команде.

## Медалисты

### Золото
| Золото | |                                                      |
| №      | Спортсмены | Вид спорта (дисциплина)                              |
| 1      | Джон Дербишир, Питер Кемп, Томас Коу, Уильям Листер, Артур Робертсон, Эрик Робинсон, Джордж Уилкинсон                                                                                         | Водное поло (мужчины)                                |
| 2      | Джордж Бакли, Альфред Бауэрман, Френсис Бёрчелл, Артур Биркетт, Чарльз Бичкрофт, Уильям Донн, Фредерик Каминг, Гарри Корнер, Фредерик Кристиан, Альфред Пауэсленд, Джон Саймс, Монтагу Толлер | Крикет (мужчины)                                     |
| 3      | Альфред Тайсоу | Лёгкая атлетика (бег на 800 метров)                  |
| 4      | Чарльз Беннетт | Лёгкая атлетика (бег на 1500 метров)                 |
| 5      | Джон Риммер | Лёгкая атлетика (бег на 4000 метров с препятствиями) |
| 6      | Джон Греттон, Лорн Карри, Линтон Хоуп | Парусный спорт (0,5-1 тонны)                         |
| 7      | Х. Джефферсон, Говард Тейлор, Эдвард Хор | Парусный спорт (3-10 тонн)                           |
| 8      | Джон Греттон, Лорн Карри, Линтон Хоуп | Парусный спорт (открытый класс)                      |
| 9      | Джон Джарвис | Плавание (1000 метров вольным стилем)                |
| 10     | Джон Джарвис | Плавание (4000 метров вольным стилем)                |
| 11     | Лоуренс Дохерти | Теннис (одиночный разряд)                            |
| 12     | Шарлотта Купер | Теннис (одиночный разряд)                            |
| 13     | Лоуренс Дохерти, Реджинальд Дохерти | Теннис (парный разряд)                               |
| 14     | Шарлотта Купер, Реджинальд Дохерти | Теннис (смешанный разряд)                            |
| 15     | Клод Бекенхем, Т. Барридж, Уильям Гослинг, Джеймс Джонс, Джеймс Зилли, Уильям Куош, Дж. Николас, Ф. Спэкмен, Артур Тёрнер, А. Хеслем, Альфред Чалк                                            | Футбол (мужчины)                                     |

### Серебро
| Серебро | |                                                      |
| №       | Спортсмены | Вид спорта (дисциплина)                              |
| 1       | Уолтер Ратерфорд | Гольф (мужчины)                                      |
| 2       | Сидней Робинсон | Лёгкая атлетика (бег на 2500 метров с препятствиями) |
| 3       | Чарльз Беннетт | Лёгкая атлетика (бег на 4000 метров с препятствиями) |
| 4       | Патрик Лэхи | Лёгкая атлетика (прыжки в длину)                     |
| 5       | Ф. Бейлис, Джон Бёртлз, Клемент Дейкен, Артур Дерби, Джеймс Кентион, Герберт Ловетт, М. Логан, Герберт Николь, В. Смит, М. Толбот, Фрэнсис Уилсон, Клод Уиттиндейл, Реймон Уиттиндейл, Джеймс Уоллис, Л. Худ | Регби (мужчины)                                      |
| 6       | Гарольд Махони | Теннис (одиночный разряд)                            |

### Бронза
| Бронза |                              |                                                      |
| №      | Спортсмены                   | Вид спорта (дисциплина)                              |
| 1      | Сент-Джордж Эш               | Академическая гребля (одиночки)                      |
| 2      | Питер Кемп                   | Плавание (200 метров с препятствиями)                |
| 3      | Дэвид Робертсон              | Гольф (мужчины)                                      |
| 4      | Сидней Робинсон              | Лёгкая атлетика (бег на 4000 метров с препятствиями) |
| 5      | Патрик Лэхи                  | Лёгкая атлетика (прыжки в длину)                     |
| 6      | Эдвард Хор                   | Парусный спорт (10-20 тонн)                          |
| 7      | Реджинальд Дохерти           | Теннис (одиночный разряд)                            |
| 8      | Артур Норрис                 | Теннис (одиночный разряд)                            |
| 9      | Гарольд Махони, Артур Норрис | Теннис (парный разряд)                               |

## Результаты соревнований

### Академическая гребля
| Соревнование | Спортсмены     | Четвертьфинал | Четвертьфинал | Полуфинал | Полуфинал | Финал     | Финал |
| Соревнование | Спортсмены     | Результат     | Место         | Результат | Место     | Результат | Место |
| ------------ | -------------- | ------------- | ------------- | --------- | --------- | --------- | ----- |
| Одиночки     | Сент-Джордж Эш | 6:38,8        | 1             | 8:37,2    | 3         | 8:15,6    | 3     |

### Водные виды спорта

#### Водное поло
Состав команды
- Джон Дербишир
- Питер Кемп
- Томас Коу
- Уильям Листер
- Артур Робертсон
- Эрик Робинсон
- Джордж Уилкинсон

Соревнование
Четвертьфинал
| 11 августа 1900 | Великобритания | 12 : 0 | Франция 1 |  |

Полуфинал
| 12 августа 1900 | Великобритания               | 10 : 1 | Франция 2 |  |
| 12 августа 1900 | Счёт по половинам: 8:1, 2:0. |        |           |  |

Финал
| 12 августа 1900 | Великобритания | 7 : 2 | Бельгия |  |

Итоговое место — 1

#### Плавание
| Соревнование               | Спортсмен      | Полуфинал    | Полуфинал | Финал      | Финал     |
| Соревнование               | Спортсмен      | Результат    | Место     | Результат  | Место     |
| -------------------------- | -------------- | ------------ | --------- | ---------- | --------- |
| 200 метров вольным стилем  | Роберт Краушау | 2:40,0       | 2         | 2:45,6     | 4         |
| 200 метров вольным стилем  | Ф. Степлтон    | 2:47,0       | 2         | 2:55,0     | 6         |
| 200 метров вольным стилем  | Питер Кемп     | 2:51,0       | 2         | не прошёл  | не прошёл |
| 1000 метров вольным стилем | Джон Джарвис   | 14:28,6 OR   | 1         | 13:40,2 OR | 1         |
| 1000 метров вольным стилем | Томас Бёрджесс | 16:54,0      | 2         | DNF        | —         |
| 4000 метров вольным стилем | Джон Джарвис   | 1:01:48,4 OR | 1         | 58:24,0 OR | 1         |
| 4000 метров вольным стилем | Томас Бёрджесс | 1:15:04,8    | 2         | 1:15:07,6  | 4         |
| 4000 метров вольным стилем | Уильям Генри   | 1:22:58,4    | 3         | DNF        | —         |
| 4000 метров вольным стилем | Э. Т. Джонс    | DNF          | —         | не прошёл  | не прошёл |
| 200 метров на спине        | Томас Бёрджесс | 3:50,4       | 3         | 3:12,0     | 5         |
| 200 метров на спине        | Роберт Краушау | 3:15,0       | 2         | DNF        | —         |
| 200 метров с препятствиями | Питер Кемп     | 3:12,0       | 1         | 2:47,4     | 3         |
| 200 метров с препятствиями | Ф. Степлтон    | 3:18,4       | 3         | 2:55,0     | 5         |
| 200 метров с препятствиями | Уильям Генри   | 3:14,4       | 2         | 2:58,0     | 6         |

### Гольф
| Соревнование | Спортсмен        | Финал     | Финал |
| Соревнование | Спортсмен        | Результат | Место |
| ------------ | ---------------- | --------- | ----- |
| Мужчины      | Уолтер Ратерфорд | 168       | 2     |
| Мужчины      | Дэвид Робертсон  | 175       | 3     |
| Мужчины      | Джордж Торн      | 185       | 6     |
| Мужчины      | Джордж Торн      | 186       | 7     |

### Крикет
Состав команды
- Джордж Бакли (2)
- Альфред Бауэрман (66)
- Френсис Бёрчелл (0)
- Артур Биркетт (1)
- Чарльз Бичкрофт (77)
- Уильям Донн (6)
- Фредерик Каминг (56)
- Гарри Корнер (9)
- Фредерик Кристиан (0)
- Альфред Пауэсленд (14)
- Джон Саймс (16)
- Монтагу Толлер (2)

Кроме того, команда получила 13 дополнительных очков
Соревнование
| Победитель     | Счёт             | Проигравший |
| -------------- | ---------------- | ----------- |
| Великобритания | 262:104 (117:78) | Франция     |

Итоговое место — 1

### 

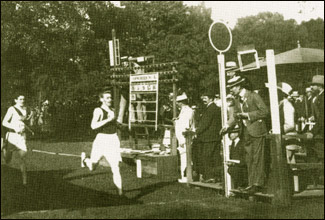
Финиш Альфреда Тайсоу в беге на 800 метров

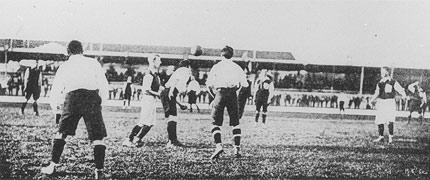
Франция против Великобритании

### Лёгкая атлетика
| Соревнование                | Спортсмен                                                                                            | Предварительный раунд | Предварительный раунд | Финал              | Финал      |
| Соревнование                | Спортсмен                                                                                            | Результат             | Место                 | Результат          | Место      |
| --------------------------- | --- | --------------------- | --------------------- | ------------------ | ---------- |
| 800 метров                  | Альфред Тайсоу                                                                                       | неизвестен            | 2                     | 2:01,2             | 1          |
| 1500 метров                 | Чарльз Беннетт                                                                                       |                       |                       | 4:06,2 OR          | 1          |
| 1500 метров                 | Джон Риммер                                                                                          |                       |                       | неизвестен         | 7-9        |
| Марафон                     | Эрнест Пул                                                                                           |                       |                       | DNF                | —          |
| Марафон                     | Фредерик Ренделл                                                                                     |                       |                       | DNF                | —          |
| Марафон                     | Уильям Сауард                                                                                        |                       |                       | DNF                | —          |
| 2500 метров с препятствиями | Сидней Робинсон                                                                                      |                       |                       | неизвестен         | 2          |
| 4000 метров с препятствиями | Джон Риммер                                                                                          |                       |                       | 12:58,4            | 1          |
| 4000 метров с препятствиями | Чарльз Беннетт                                                                                       |                       |                       | неизвестен         | 2          |
| 4000 метров с препятствиями | Сидней Робинсон                                                                                      |                       |                       | неизвестен         | 3          |
| 5000 метров среди команд    | Чарльз Беннетт (GBR) Джон Риммер (GBR) Сидней Робинсон (GBR) Альфред Тайсоу (GBR) Стэнли Роули (AUS) |                       |                       | 15:29,2 неизвестен | 1 2 6 7 10 |
| 5000 метров среди команд    | Чарльз Беннетт (GBR) Джон Риммер (GBR) Сидней Робинсон (GBR) Альфред Тайсоу (GBR) Стэнли Роули (AUS) | 26 очков              | 1                     |                    |            |
| Прыжки в длину              | Патрик Лэхи                                                                                          |                       |                       | 6,95 м             | 3          |
| Тройной прыжок              | Патрик Лэхи                                                                                          |                       |                       | неизвестен         | 4          |
| Прыжки в высоту             | Патрик Лэхи                                                                                          |                       |                       | 1,78 м             | 2          |
| Метание диска               | Ланчестон Эллиот                                                                                     |                       |                       | 31,00 м            | 11         |

### Парусный спорт
| Соревнование   | Спортсмены                                                        | Яхта      | Результаты | Результаты | Результаты | Результаты | Место |
| Соревнование   | Спортсмены                                                        | Яхта      | 1 гонка    | 2 гонка    | 3 гонка    | Всего      | Место |
| -------------- | ----------------------------------------------------------------- | --------- | ---------- | ---------- | ---------- | ---------- | ----- |
| 0,5-1 тонны    | Джон Греттон, Лорн Карри, Линтон Хоуп                             | Scotia    | 3:29:45    | 3:29:45    | 3:29:45    | 3:29:45    | 1     |
| 2-3 тонны (A)  | Уильям Иксшоу (GBR), Фредерик Бланши (FRA), Жак ля Лявассье (FRA) | Ollé      | 2:17:30    | 2:17:30    | 2:17:30    | 2:17:30    | 1     |
| 2-3 тонны (B)  | Уильям Иксшоу (GBR), Фредерик Бланши (FRA), Жак ля Лявассье (FRA) | Ollé      | 4:17:34    | 4:17:34    | 4:17:34    | 4:17:34    | 1     |
| 3-10 тонн      | Х. Джефферсон, Говард Тейлор, Эдвард Хор                          | Bona Fide | 4:14:58    | 4:14:58    | 4:14:58    | 4:14:58    | 1     |
| 10-20 тонн     | Эдвард Хор                                                        | Laurea    | 8          | 10         | 5          | 23         | 3     |
| 10-20 тонн     | С. Меллор                                                         | Nan       | 6          | 6          | 7          | 19         | 5     |
| Открытый класс | Джон Греттон, Лорн Карри, Линтон Хоуп                             | Scotia    | 5:56:17    | 5:56:17    | 5:56:17    | 5:56:17    | 1     |
| Открытый класс | Уильям Иксшоу (GBR), Фредерик Бланши (FRA), Жак ля Лявассье (FRA) | Ollé      | DNF        | DNF        | DNF        | DNF        | —     |

### Поло
| Соревнование | Спортсмены                                                                                                 | Четвертьфинал            | Полуфинал                          | Финал                              |
| Соревнование | Спортсмены                                                                                                 | Соперник Результат       | Соперник Результат                 | Соперник Результат                 |
| ------------ | --- | ------------------------ | ---------------------------------- | ---------------------------------- |
| Мужчины      | Джон Бересфорд (GBR) Денис Дейли (GBR) Фоксхолл Кин (USA) Фрэнк Мак-Кей (GBR) Альфред Роулинсон (GBR)      | Франция · выиграли; 10-0 | Смешанная команда 2 выиграли; 6-4  | Смешанная команда 3 выиграли; 3-1  |
| Мужчины      | Уолтер Бакместер (GBR) Хосе де Мадре (ESP) Уолтер Мак-Крири (USA) Фредерик Фрик (GBR)                      |                          | Мексика · выиграли; 6-4            | Смешанная команда 1 проиграли; 1-3 |
| Мужчины      | Фредерик Гилл (GBR) Морис Рауль-Дюваль (FRA) Эдуард Альфонс де Ротшильд (FRA) Робер Фурнье-Сарловезе (FRA) |                          | Смешанная команда 1 проиграли; 4-6 | не прошли                          |

### Регби
Состав команды
- Ф. Бейлис
- Джон Бёртлз
- Клемент Дейкен
- Артур Дерби
- Джеймс Кентион
- Герберт Ловетт
- М. Логан
- Герберт Николь
- В. Смит
- М. Толбот
- Фрэнсис Уилсон
- Клод Уиттиндейл
- Реймон Уиттиндейл
- Джеймс Уоллис
- Л. Худ

Соревнование
| Дата       | Победитель | Счёт        | Проигравший    |
| ---------- | ---------- | ----------- | -------------- |
| 28 октября | Франция    | 27:8 (21:0) | Великобритания |

Итоговое место — 2

### Спортивная гимнастика
| Соревнование              | Спортсмены    | Финал     | Финал |
| Соревнование              | Спортсмены    | Результат | Место |
| ------------------------- | ------------- | --------- | ----- |
| Индивидуальное первенство | Уильям Коннор | 250       | 31    |
| Индивидуальное первенство | Пирс          | 238       | 54    |
| Индивидуальное первенство | Филипс        | 222       | 73    |
| Индивидуальное первенство | Хайетт        | 172       | 124   |

### Стрельба
Спортсменов — 1
| Соревнование | Спортсмены    | Финал     | Финал |
| Соревнование | Спортсмены    | Результат | Место |
| ------------ | ------------- | --------- | ----- |
| Трап         | Сидней Мерлин | 12        | 7     |

### Теннис
| Соревнование             | Спортсмены                                        | Первый раунд                         | Четвертьфинал                                                    | Полуфинал                                                               | Финал                                                              |
| Соревнование             | Спортсмены                                        | Соперник Результат                   | Соперник Результат                                               | Соперник Результат                                                      | Соперник Результат                                                 |
| ------------------------ | ------------------------------------------------- | ------------------------------------ | ---------------------------------------------------------------- | ----------------------------------------------------------------------- | ------------------------------------------------------------------ |
| Мужской одиночный разряд | Лоуренс Дохерти                                   | П. Лебретон (FRA) выиграл; 6-2, 6-3  | Бэзил де Гармендиа (USA) выиграл; 6-2, 8-6                       | Реджинальд Дохерти (GBR) выиграл; по соглашению                         | Гарольд Махони (GBR) выиграл; 6-4, 6-2, 6-3                        |
| Мужской одиночный разряд | Гарольд Махони                                    | Чарльз Сандс (USA) выиграл; 6-2, 6-3 |                                                                  | Артур Норрис (GBR) выиграл; 8-6, 6-1                                    | Лоуренс Дохерти (GBR) проиграл; 4-6, 2-6, 3-6                      |
| Мужской одиночный разряд | Реджинальд Дохерти                                | Е. Дюран (FRA) выиграл; 6-1, 6-3     | Поль Лекарон (FRA) выиграл; 6-2, 6-1                             | Лоуренс Дохерти (GBR) проиграл; по соглашению                           | не прошёл                                                          |
| Мужской одиночный разряд | Артур Норрис                                      | Андре Прево (FRA) выиграл; 6-4, 6-4  | Арчибальд Уорден (GBR) выиграл; 6-4, 6-2                         | Гарольд Махони (GBR) проиграл; 6-8, 6-1                                 | не прошёл                                                          |
| Мужской одиночный разряд | Арчибальд Уорден                                  |                                      | Артур Норрис (GBR) проиграл; 4-6, 2-6                            | не прошёл                                                               | не прошёл                                                          |
| Женский одиночный разряд | Шарлотта Купер                                    |                                      | Фуррье (FRA) выиграла; 6-2, 6-0                                  | Марион Джонс (USA) выиграла; 6-2, 7-5                                   | Элен Прево (FRA) выиграла; 6-1, 6-4                                |
| Мужской парный разряд    | Лоуренс Дохерти Реджинальд Дохерти                |                                      | П. Лебретон (FRA) Поль Лекарон (FRA) выиграли; 6-2, 6-3          | Гарольд Махони (GBR) Артур Норрис (GBR) выиграли; 6-1, 6-4, 6-1         | Бэзил де Гармендиа (USA) Макс Декюжи (FRA) выиграли; 6-1, 6-1, 6-0 |
| Мужской парный разряд    | Гарольд Махони Артур Норрис                       |                                      | Е. Дюран (FRA) А. Шосье-Магнан (FRA) выиграли; 8-6, 1-6, 6-3     | Лоуренс Дохерти (GBR) Реджинальд Дохерти (GBR) проиграли; 1-6, 4-6, 1-6 | не прошли                                                          |
| Мужской парный разряд    | Арчибальд Уорден (GBR) Чарльз Сандс (USA)         |                                      | Бэзил де Гармендиа (USA) Макс Декюжи (FRA) проиграли; 3-6, 5-7   | не прошли                                                               | не прошли                                                          |
| Смешанный разряд         | Шарлотта Купер Реджинальд Дохерти                 |                                      |                                                                  | Марион Джонс (USA) Лоуренс Дохерти (GBR) выиграли; 6-2, 6-4             | Элен Прево (FRA) Гарольд Махони (GBR) выиграли; 6-2, 6-4           |
| Смешанный разряд         | Элен Прево (FRA) Гарольд Махони (GBR)             |                                      |                                                                  | Гедвига Розенбаумова (BOH) Арчибальд Уорден (GBR) выиграли; 6-3, 6-0    | Шарлотта Купер (GBR) Реджинальд Дохерти (GBR) проиграли; 2-6, 4-6  |
| Смешанный разряд         | Марион Джонс (USA) Лоуренс Дохерти (GBR)          |                                      | Джорджина Джонс (USA) Чарльз Сандс (USA) выиграли; 6-1, 7-5      | Шарлотта Купер (GBR) Реджинальд Дохерти (GBR) проиграли; 2-6, 4-6       | не прошли                                                          |
| Смешанный разряд         | Гедвига Розенбаумова (BOH) Арчибальд Уорден (GBR) |                                      | Кати Гилльо (FRA) П. Верди-Делисль (FRA) выиграли; 6-3, 3-6, 6-2 | Элен Прево (FRA) Гарольд Махони (GBR) проиграли; 3-6, 0-6               | не прошли                                                          |

### Фехтование
| Соревнование         | Спортсмены             | Первый раунд | Четвертьфинал | Дополнительный раунд | Полуфинал | Полуфинал | Полуфинал | Финал     | Финал     | Финал     | Утешительный финал |
| Соревнование         | Спортсмены             | Место        | Место         | Место                | Место     | Побед     | Поражений | Место     | Побед     | Поражений | Место              |
| -------------------- | ---------------------- | ------------ | ------------- | -------------------- | --------- | --------- | --------- | --------- | --------- | --------- | ------------------ |
| Шпага                | Джозайя Боуден         | 2            | 4-6           |                      | не прошёл | не прошёл | не прошёл | не прошёл | не прошёл | не прошёл |                    |
| Шпага                | Чарльз Ньютон Робинсон | 3-6          | не прошёл     |                      | не прошёл | не прошёл | не прошёл | не прошёл | не прошёл | не прошёл |                    |
| Рапира среди маэстро | Плиссон                | выбыл        | не прошёл     | не прошёл            | не прошёл | не прошёл | не прошёл | не прошёл | не прошёл | не прошёл | не прошёл          |

### Футбол
Состав команды
| Игрок          | Матчей | Голов |
| -------------- | ------ | ----- |
| Клод Бекенхем  | 1      | 0     |
| Т. Барридж     | 1      | 0     |
| Уильям Гослинг | 1      | 0     |
| Джеймс Джонс   | 1      | 0     |
| Джеймс Зилли   | 1      | 1     |
| Уильям Куош    | 1      | 0     |
| Дж. Николас    | 1      | 2     |
| Ф. Спэкмен     | 1      | 0     |
| Артур Тёрнер   | 1      | 0     |
| А. Хеслем (к)  | 1      | 1     |
| Альфред Чалк   | 1      | 0     |

Соревнование
| Место | Команда        | И | В | П | ГЗ | ГП |
| ----- | -------------- | - | - | - | -- | -- |
| 1     | Великобритания | 1 | 1 | 0 | 4  | 0  |
| 2     | Франция        | 2 | 1 | 1 | 6  | 6  |
| 3     | Бельгия        | 1 | 0 | 1 | 2  | 6  |

| 20 сентября, 1900 | \| Франция \| 0:4 (0:2) \| Великобритания \| \| \| Голы \| Дж. Николас (дважды) Джеймс Зилли А. Хеслем \| | Стадион: Велодром Винсен Зрителей: 500 Судья: Моньяр |
| Франция           | 0:4 (0:2)                                                                                                 | Великобритания                                       |
|                   | Голы | Дж. Николас (дважды) Джеймс Зилли А. Хеслем          |